# Episodi di Yamishibai (sesta stagione)
La sesta stagione dell'anime Theatre of Darkness: Yamishibai, composta da 13 episodi, è andata in onda su TV Tokyo dal 6 luglio al 28 settembre 2018.

## Lista episodi
| Nº | Titolo italiano Giapponese 「Kanji」 - Rōmaji   | In onda           | In onda |
| Nº | Titolo italiano Giapponese 「Kanji」 - Rōmaji   | Giapponese        |         |
| 1  | Il visitatore fragoroso 「雷客」 - Raikyaku     | 6 luglio 2018     |         |
| 2  | La grotta di Tomonashi 「友無洞」 - Tomonashidō | 13 luglio 2018    |         |
| 3  | Il messaggio del vento 「風知」 - Fūchi         | 20 luglio 2018    |         |
| 4  | L’offerta alla palude 「奉沼」 - Hōjō           | 27 luglio 2018    |         |
| 5  | Lo stillicidio 「雫来」 - Shizuku               | 3 agosto 2018     |         |
| 6  | Il ciliegio 「咲暗」 - Sakura                   | 10 agosto 2018    |         |
| 7  | Uova di rana 「蛙卵」 - Kaeru no Tamago         | 17 agosto 2018    |         |
| 8  | Pesca fortunata 「海籤」 - Umikuji              | 24 agosto 2018    |         |
| 9  | Giochi con la sabbia 「泥戯」 - Deigi           | 31 agosto 2018    |         |
| 10 | L’albero dell’innocenza 「無邪樹」 - Mujaki     | 7 settembre 2018  |         |
| 11 | Gelidi incontri 「覚氷」 - Kakuhyō              | 14 settembre 2018 |         |
| 12 | Lanci nella cascata 「滝落」 - Takioto          | 21 settembre 2018 |         |
| 13 | L’eco 「山曳呼」 - Yamabiko                     | 28 settembre 2018 |         |